# 施瓦爾峰
76°51′S 160°54′E / 76.850°S 160.900°E
施瓦爾峰（Schwall Peak），是南極洲的山峰，位於維多利亞地的斯科特海岸，處於岡恩山西北面3.4英里，屬於康沃伊山脈的一部分，海拔高度1,200米，現時由南極條約體系管理。